# Матяшув
Матяшув (пол. Matiaszów) — село в Польщі, у гміні Осек Сташовського повіту Свентокшиського воєводства.
Населення — 259 осіб (2011).
У 1975-1998 роках село належало до Тарнобжезького воєводства.

## Демографія
Демографічна структура на день 31 березня 2011 року:
|          | Загалом | Допрацездатний вік | Працездатний вік | Постпрацездатний вік |
| -------- | ------- | ------------------ | ---------------- | -------------------- |
| Чоловіки | 127     | 26                 | 82               | 19                   |
| Жінки    | 132     | 28                 | 67               | 37                   |
| Разом    | 259     | 54                 | 149              | 56                   |